# Oió (Congo)
Oió (Oyo) é uma cidade localizada no departamento de Cuvette da República do Congo. Em 9 de março de 2017, foi o local onde foi assinado o acordo para criar o Fundo Azul para a Bacia do Congo. É banhada pelo rio Alima.